# Cemitério alegre de Săpânța
O Cemitério Alegre de Săpânța (en romeno, Cimitirul Vesel din Săpânța) está localizado no município de Săpânța, em Maramureș, no norte da Romênia. Este cemitério está ao lado da igreja ortodoxa Nașterea Maicii Domnului (Igreja do Nascimento da Virgem Maria) e tem a particularidade de ter os seus túmulos decorados com estelas funerárias de madeira pintadas em cores vivas, representando uma cena da vida, uma atividade ou as causas do falecimento da pessoa sepultada, acompanhadas de um poema, por vezes nostálgico, muitas vezes humorístico, dedicado à memória da pessoa enterrada.

## História
A arte do cemitério de Săpânța é, por um lado, influenciada pelo estilo naïf  e, por outro lado, pelas tradições folclóricas da Transilvânia ou dos Balcãs.

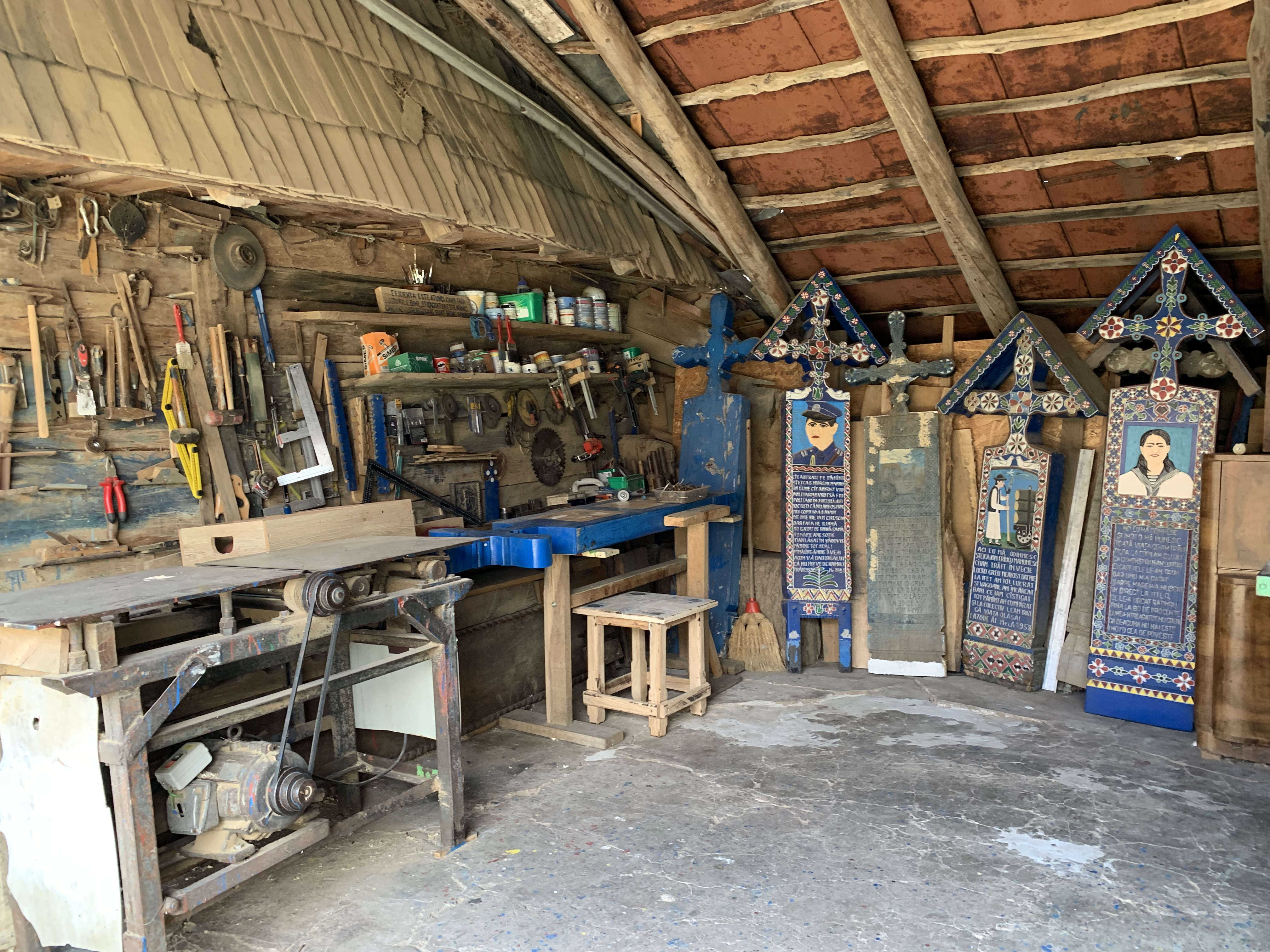
A oficina de Stan Ioan Pătraș onde foram criadas as lápides

Em 1935, um artesão local, Stan Ioan Pătraș (1908-1977), esculpiu um primeiro epitáfio numa cruz de carvalho decorada com cores vivas. Ao fazê-lo, ele reviveu antigas tradições dos dácios (veja, neste sentido, Zalmoxis), os rituais fúnebres festivos, havia muito tempo esquecidas sob a influência da Igreja, que, como em outros lugares da Europa, considera a morte como um acontecimento dramático e solene. Várias centenas de estelas felizes existem agora: de forma rectangular e ricamente esculpidas com motivos geométricos, florais ou astronômicos, são coroadas por uma cruz com duas ou três formas, encimadas por um pequeno telhado. Sobre um fundo predominantemente azul, são retratadas cenas da vida e do fim do falecido, com teor muitas vezes humorístico. Os motivos de certas estelas descrevem as circunstâncias acidentais da morte ou representam cenas coletivas da vida na localidade. 
O "cemitério alegre ", que contava com mais de 800 estelas no início do século XXI, tornou-se uma das principais atrações turísticas da região.